# 體育係…
《體育係…》（About Sports）為ViuTV播放的體育節目，節目報道本地和海外的體壇最新動態，以及運動員專訪，並號稱為現役運動員主導的體育節目。
節目現時以《體育係…》及《體育係...300》名義播出，名稱中的「300」意思是指節目時長約300秒（即5分鐘，不連廣告）。

## 節目主持
| - 譚淇淇 - 梁穎瑜 - 車車 | - 陳安立 - 黃奕晨 - 鄭穎翹 | - 鄧洢玲 - 張嘉殷 |

## 運動員主持
| - 謝德謙 - 紀嘉文 - 黃曉盈 - 劉知名 - 劉慕裳 | - 余翠怡 - 施寶盛 - 仇多明 - 黃耀富 - 陸俊彥 | - 蘇伊俊 - 呂麗瑤 - 陳靄然 - 吳天麗 - 卓婷 - 何顥麟 |

## 節目時間
《體育係...》： 
- 2016年4月7日至10月1日：
  - 逢星期一至五晚上19:30－20:00播出。
- 2016年10月3日至2017年2月4日：
  - 逢星期二至六凌晨（即星期一至五深夜）00:15－00:45。
  - 如星期二晚上需播映《英超精華》，當日節目則暫停播映。
- 2017年2月6日至3月31日：
  - 逢星期一至五晚上23:45－00:15播出。
  - 如星期二晚上需播映《英超精華》，當日節目則暫停播映。
- 2017年5月28日至11月5日：
  - 逢星期日下午15:00－16:00播出。

《體育係...300》：
- 2017年4月3日至2018年3月30日：
  - 逢星期一至五晚上19:50－20:00播出。

## 固定環節 （2016年4月7日 - 2017年3月31日）

### 開場白
以輕鬆手法簡略報道當日體育新聞重點，結語為「體育係（當日主題）」，通常為歌詞。

### 60秒答問大會
每集兩節，由當日旁白質問當日主持及嘉賓，通常最後一題為IQ題，並且超出時限。

### 英超劇場
賽季期間，每週報道英格蘭超級足球聯賽焦點消息。

### SIMON透視
由SIMON分享體育消息。

### 堅sir網賞
賽季期間，由堅sir分享網壇最新賽事。

### 天天放毒
由天天分享世界各地奇趣運動消息。

### Euro係......一首歌
2016年歐洲國家盃期間宣傳環節，由主持人及評述員憑歌寄意分享歐國盃觀點。

### Euro係港式睇波圑
2016年歐洲國家盃期間宣傳環節，由主持人到達法國參與當地睇波活動。

### Copa係......一個球員
2016年美洲盃期間宣傳環節，介紹美洲盃參賽球員。

### 體育係…運動會
由一眾主持參與運動比賽。

### 找數兩兄弟
由謝德謙、黃耀富合組「找數兩兄弟」，每週為不同球賽打賭。

### 20大金球
每週分享20個海外足球賽的精彩入球或撲救片段。

### 其他環節
- 即日體育新聞（包括熱門項目、冷門項目）
- 運動員專訪（環節名稱不定）
- 嘉賓/嘉賓主持專訪
- 過場：引用運動家名言

## 節目調動
- 2016年7月8日及11日：由於19:45-20:00播映《歐洲國家盃Online》，當日《體育係…》改為19:30-19:45播出。
- 2016年9月1日：由於20:00-22:00直播《撐起港隊：香港 對 柬埔寨》，《8點新聞報道》暫停播映，並改為於19:30-20:00播出《新聞報道》，當日《體育係…》暫停播映。
- 2017年1月28日：由於00:15-04:45重播《太陽的後裔》第1至3集，當日《體育係…》暫停播映。
- 2017年1月31日：由於前一日（30日）23:45-05:45重播《太陽的後裔》第10至13集，當日《體育係…》暫停播映。
- 2017年2月1日：由於前一日（1月31日）23:45-02:00重播《美選D.n.A決賽》，當日《體育係…》暫停播映。
- 2017年2月10日：因應發生港鐵車廂縱火事件，當日23:30-00:00加插一節《深宵新聞》播出，《十五分鐘熱度》順延播出，《體育係…》順延至翌日（2月11日）凌晨00:15-00:45播映。
- 2017年10月8日：由於13:30-17:00直播《2017新鴻基地產香港單車節》，當日《體育係…》暫停播映。
- 2017年10月11日：由於19:00-20:00直播《施政論壇2017》，當日《體育係…300》暫停播映。
- 2017年11月30日：由於17:05-19:15直播《港島及九龍地域中學校際籃球比賽-第一組港島女子及男子甲組決賽》，而《Interviu》及港台節目《大醫之道》順延至19:15-19:45及19:45-20:15，當日《體育係…300》暫停播映。
- 2017年12月1日：由於19:00-23:15直播《2017 MAMA亞洲音樂大獎-香港站》，當日《體育係…300》暫停播映。
- 2018年1月4日：由於20:00-22:00直播《第40屆省港盃 首回合 - 香港 對 廣東》，《8點新聞報道》暫停播映，並改為於19:30-20:00播出《新聞報道》，當日《體育係…300》暫停播映。
- 2018年2月28日：由於19:00-20:00直播《財政預算案論壇》，當日《體育係…300》暫停播映。

## 節目變遷
| 香港 ViuTV 星期一至五 19:30－20:00 | 香港 ViuTV 星期一至五 19:30－20:00                      | 香港 ViuTV 星期一至五 19:30－20:00 |
| --- | ------------------------------------------------------- | --- |
| | 體育係…（第1-126集） （2016年4月7日 - 9月30日）         | |
| （頻道啟播） | 誘惑（19:00-20:00） （2016年10月3日 - 11月9日）         | |
| 星期二至六 00:15－00:45 （如星期二晚播映《英超精華》則星期三凌晨暫停播映） |                                                         | |
| 星期二：西甲Online（第1 - 5集） （2016年8月23日 - 9月27日）星期四：Interviu（重播，第21集） （2016年9月29日）星期五及六：海賊王 （第517－541、543－569話） （2016年4月8日－10月1日） | 體育係…（第127-199集） （2016年10月4日 - 2017年2月4日） | 星期二：物一世 人一世 （2017年2月7日 - 3月28日）星期四及五：一個地球 （2017年2月9日 - 3月30日）星期六：雷加利亞三聖星（第10-13集） （2017年2月11日－3月4日） |
| 星期一至五 23:45－00:15 （如星期二晚播映《英超精華》則暫停播映） |                                                         | |
| 星期一：太陽的後裔（重播，第10-13集，23:45-05:45） （2017年1月30日）星期二：美選D.n.A決賽（重播，23:45-02:00） （2017年1月31日）星期三：武井試煉場（第12-14集） （2017年1月18日－2月1日）星期四：2S遊（第1-5集） （2017年1月5日－2月2日）星期五：雷加利亞三聖星（第1-9集） （2016年12月10日－2017年2月3日） | 體育係…（第200-233集） （2017年2月6日 - 2017年3月31日） | 晚吹系列（23:30-00:00） （2017年4月3日 - ） 深宵新聞（00:00-00:30） （2017年4月3日 - ）                                                                      |
| 星期一至五 19:50－20:00 |                                                         | |
| 結婚好嗎？（第1-8集） （19:00-20:00） （2017年3月22日－3月30日） | 體育係…300 （2017年4月3日 - 2018年3月30日）             | 她愛上了我的謊（第16-23集） （19:00-20:00） （2018年4月2日－2018年4月11日）                                                                                  |
| 星期日 15:00－16:00 |                                                         | |
| 犯罪現場（第一季）（第1-8集） （14:30-16:00） （2017年4月2日－5月21日） | 體育係… （2017年5月28日 - 11月5日）                     | 小「煮」角（第一、二季） （2017年11月12日－2018年6月17日）                                                                                                   |

## 外部連結
- 《體育係…》ViuTV重溫 （页面存档备份，存于）
- 體育係…的Facebook專頁